# John Shaw Rennie
John Shaw Rennie (ur. 12 stycznia 1917 w Glasgow, zm. 12 sierpnia 2002 w Londynie) – brytyjski dyplomata, Rycerz Wielkiego Krzyża Orderu św. Michała i św. Jerzego, Rycerz Wielkiego Krzyża Orderu Imperium Brytyjskiego.
Od 12 marca 1968 do 3 września 1968 był gubernatorem generalnym Mauritiusu. Wcześniej był brytyjskim rezydentem w Vanuatu (od 1955 do 1962) i gubernatorem Mauritiusu (od 1962 do 1968). W latach 1968–1977 zajmował stanowisko komisarza Agencji Organizacji Narodów Zjednoczonych ds. Pomocy Uchodźcom Palestyńskim.